# Вирове
Ви́рове (болг. Вирове) — село в Монтанській області Болгарії. Входить до складу общини Монтана.

## Населення
За даними перепису населення 2011 року у селі проживали 407 осіб.
Національний склад населення села:
| Національність   | Кількість осіб | Відсоток |
| ---------------- | -------------- | -------- |
| болгари          | 281            | 70,6%    |
| цигани           | 116            | 29,1%    |
| турки            | 0              | 0%       |
| Всього відповіли | 398            |          |

Розподіл населення за віком у 2011 році:
Динаміка населення: